# Comondú
Comondú är en kommun i västra Mexiko och är belägen på halvön Baja California. Kommunen utgör den västra och centrala delen av delstaten Baja California Sur och har cirka 76 000 invånare. Administrativ huvudort är Ciudad Constitución.

## Orter
De största orterna i kommunen 2013 var:
1. Ciudad Constitución, 43 437 invånare
2. Ciudad Insurgentes, 9 942 invånare
3. Puerto San Carlos, 6 112 invånare
4. Puerto Adolfo López Mateos, 2 212 invånare¹
5. Villa Ignacio Zaragoza, 1 442 invånare

¹ Resultat vid folkräkningen 2010.